# Kanton Lons-le-Saunier-1
Der Kanton Lons-le-Saunier-1 ist ein französischer Wahlkreis im Département Jura in der Region Bourgogne-Franche-Comté. Er umfasst einen Teilbereich der Stadt Lons-le-Saunier und acht weitere Gemeinden im Arrondissement Lons-le-Saunier. Bei der landesweiten Neuordnung der französischen Kantone wurde er 2015 neu geschaffen mit Lons-le-Saunier als Hauptort (frz.: bureau centralisateur).

## Gemeinden
Der Kanton besteht aus neun Gemeinden und Gemeindeteilen mit insgesamt 14.754 Einwohnern (Stand: 1. Januar 2022) auf einer Gesamtfläche von 50,51 km²:
| Gemeinde                 | Einwohner 1. Januar 2022 | Fläche km² | Dichte Einw./km² | Code INSEE | Postleitzahl |
| ------------------------ | ------------------------ | ---------- | ---------------- | ---------- | ------------ |
| Chille                   | 295                      | 1,96       | 151              | 39145      | 39570        |
| Condamine                | 246                      | 3,65       | 67               | 39162      | 39570        |
| Courlans                 | 922                      | 6,16       | 150              | 39170      | 39570        |
| Courlaoux                | 1.179                    | 12,42      | 95               | 39171      | 39570        |
| L’Étoile                 | 573                      | 6,13       | 93               | 39217      | 39570        |
| Lons-le-Saunier          | 7.750                    | 3,14       | 2.468            | 39300      | 39000        |
| Montmorot                | 3.207                    | 11,36      | 282              | 39362      | 39570        |
| Saint-Didier             | 277                      | 3,02       | 92               | 39480      | 39570        |
| Villeneuve-sous-Pymont   | 305                      | 2,67       | 114              | 39567      | 39570        |
| Kanton Lons-le-Saunier-1 | 14.754                   | 50,51      | 292              | 3907       | –            |

1. ↑   Nur der nordwestliche Teil der Gemeinde, der Rest gehört zum Kanton Lons-le-Saunier-2.

## Politik
| Vertreter im Departementrat | Vertreter im Departementrat           | Vertreter im Departementrat |
| Amtszeit                    | Namen                                 | Partei                      |
| --------------------------- | ------------------------------------- | --------------------------- |
| 2015–2021                   | Christophe Bois Céline Trossat        | DVD UDI                     |
| 2021–                       | Thomas Barthelet Christelle Plathey t | PS DVG                      |